# Śiwa
Śiwa (sanskr. शिव „łaskawy, przychylny”) – jeden z najistotniejszych dewów w hinduizmie. Tworzy Trimurti (rodzaj trójcy hinduistycznej) razem z Brahmą i Wisznu, w której symbolizuje unicestwiający i odnawiający aspekt boskości. Przez śiwaitów uważany jest za Boga jedynego, tożsamego z bezpostaciowym wszechprzenikającym Brahmanem. Śiwa nosi 1008 imion i przedstawiany jest najczęściej jako Nataradźa – mistrz tańca, ale także jako jogin i asceta, jako dobroczyńca, głowa rodziny oraz jako niszczyciel.
Wśród hinduistów Śiwę czczą głównie śiwaici i smartyści.
Śiwa jest jedną z najbardziej złożonych istot boskich w hinduizmie i mitologii indyjskiej. Jego rozmaite przedstawienia zawierają w sobie bowiem wiele pozornych sprzeczności.

## Ikonografia

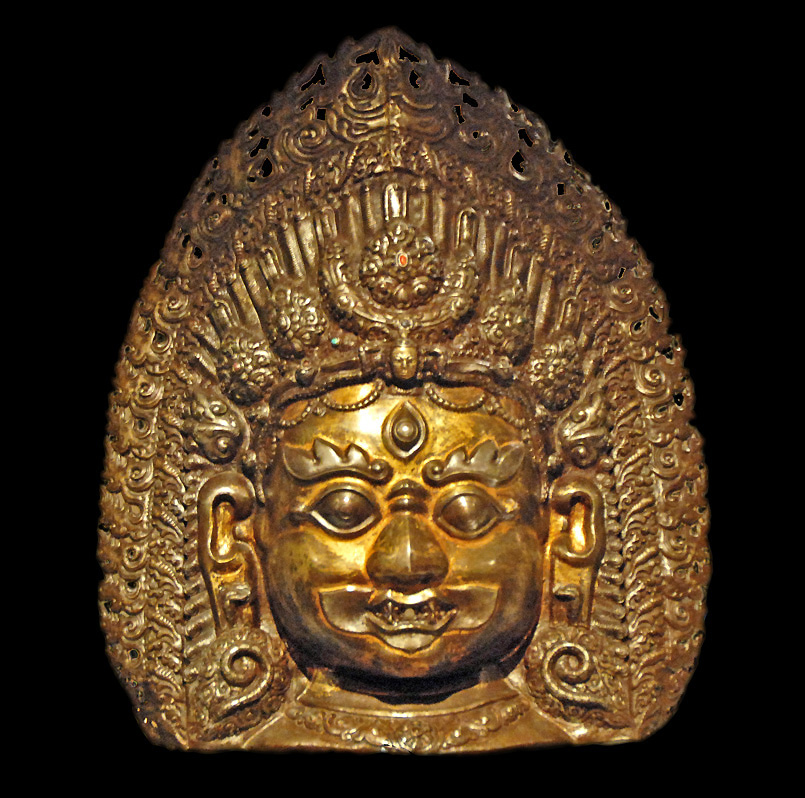
Wizerunek Bhajrawy – widoczne trzecie oko

### Głowa
Niektóre rzadsze wizerunki ukazują Śiwę z różną liczbą głów (większą niż jedna). Bóg ten może ich mieć pięć.

### Kok włosów
Charakterystyczne dla Śiwy są włosy spięte w kok na jego głowie lub też taki kok wykonany z dredów. Włosy posłużyły Śiwie według mitologii do osłabienia prądu spływającej na Ziemię rzeki Ganges.

### Sierp Księżyca
We włosach boga umieszczony jest cienki sierp księżyca. Może on symbolizować powiązanie Śiwy z miesięcznym cyklem czasu.
Zimny sierp księżyca stanowi ozdobę głowy boga, która symbolicznie, jako negatywny aspekt, odnosi się do cechy nieczułości.

### Trzecie oko
Śiwa to bóg o trzech oczach. Oko „trzecie” jest okiem mistycznym, położonym na środku czoła i zamkniętym. W hinduizmie nazywane jest okiem poznania.
Uzyskanie poziomu rozwoju, gdy możliwe jest jego otwarcie, równoważne jest z dotarciem do stanu Śiwy. Popularna w Indiach jest opowieść o tym, jak Śiwa spopielił poprzez spojrzenie z jego trzeciego oka, boga Kamadewę (później jednak przywrócił go do życia).
Czyn ten upamiętnia przydomek Śiwy o znaczeniu Wróg Kamy/Bezcielesnego.

### Naga
Zwierzętami związanymi z postacią Śiwy są węże. Na przedstawieniach węże owinięte są wokół jego szyi, włosów i ramion.
Stanowią ozdoby, które symbolicznie odnoszą się do energii życiowej tj. Kundalini.

### Antylopa
Zwierzę schwytane, stworzone przeciw Śiwie. Stanowi ozdobę postaci boga, która symbolicznie, jako negatywny aspekt, odnosi się do cechy zwierzęcości.

### Ramiona
Śiwa przedstawiany jest często jako mężczyzna o czterech ramionach, choć spotkać można jego formy ośmio- i szesnastoręczne.

### Skóra
Śiwa bywa przedstawiany jako postać o białej skórze.

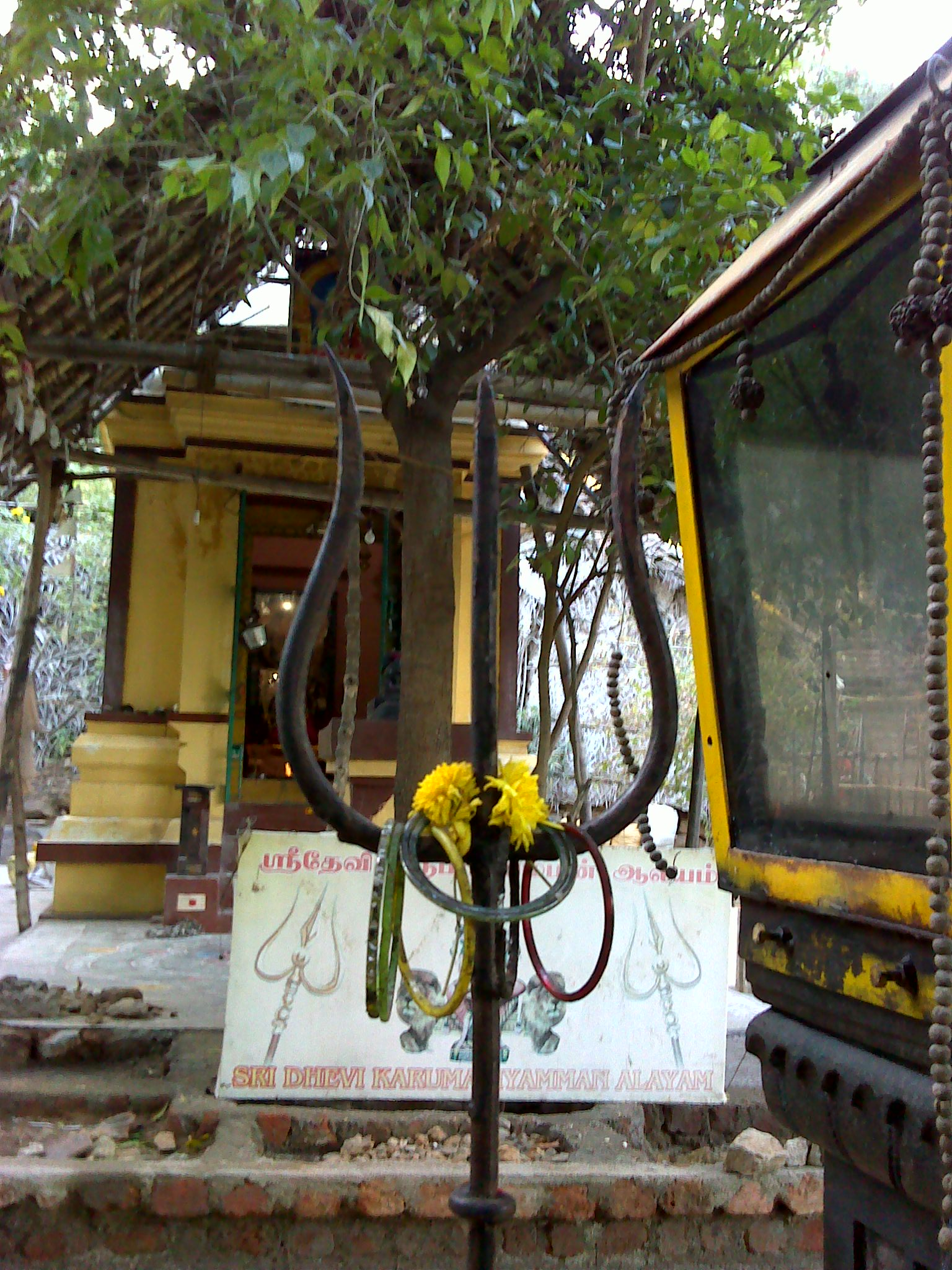
Trójząb Śiwy

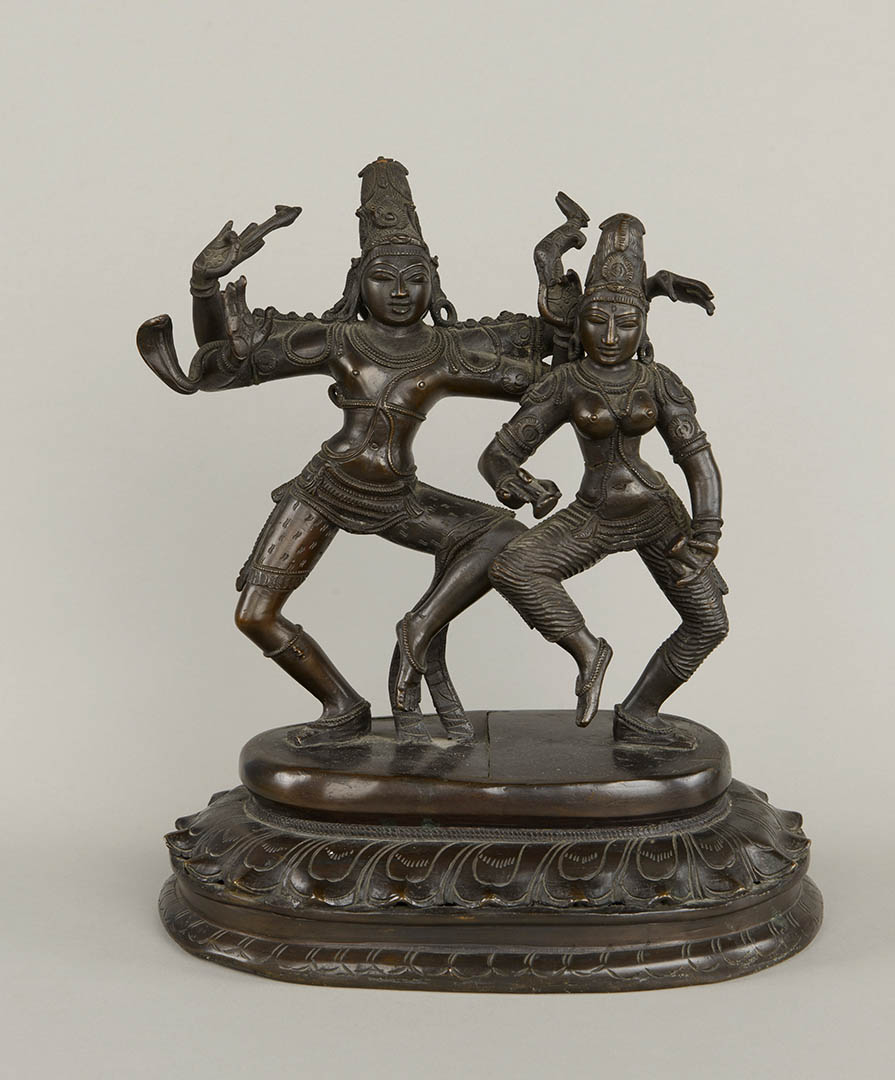
Tańczący Śiwa i Parwati

### Skóra zwierzęca
Skóra tygrysia lub słonia, to mitologicznie uzasadniony rodzaj okrycia Śiwy.
Za okrycie dla boga może służyć również skóra gazeli.
W przedstawieniach Śiwy jako jogina czasami jest ukazywany jako siedzący na takiej skórze.
Stanowi ona ozdobę, która symbolicznie, jako negatywny aspekt, odnosi się do braku czystości (nieczystość).
Słoń, którego skórą Śiwa się okrywa, nosił imię Gadźasura. Demon ten został zabity za przeszkadzanie w medytacjach wyznawcom Śiwy.

### Triśula
Orężem Śiwy jest jego trójząb triśula. Triśula jest też symbolem trzech gun (każde z ostrzy symbolizuje jedno). Są też czasem utożsamiane z przeszłością, teraźniejszością i przyszłością. Trójząb postrzegany jest jako symbol zniszczenia niewiedzy, iluzji.

### Damaru
Damaru to bęben Śiwy. Często zawieszony jest na triśuli.

## Formy kultowe

### Rudra
Rudra to imię Śiwy w Wedach. Znaczy dosłownie „ryczący, wyjący”. Przedstawiany jest ambiwalentnie, jako gniewny łucznik, także lekarz, opiekun bydła. Rudra uważany jest za ojca Marutów – niebiańskich dworzan z orszaku Indry.

### Nilakantha
Zwany tak od czasu odprawiania ceremonii amrytamanthana. To imię wiąże się z opowieścią o truciźnie (Halahala), która zalała wszystkie trzy wszechświaty, a Śiwa ją wypił, żeby uchronić żywe istoty. Zaczęła jednak działać na Niego, więc jego żona Parwati uścisnęła mu szyję, aby zapobiec rozchodzeniu się trucizny po Jego ciele. Halahala doszła jednak do gardła, które posiniało od niej. Nilakantha znaczy Błękitnoszyi.

### Nataradźa

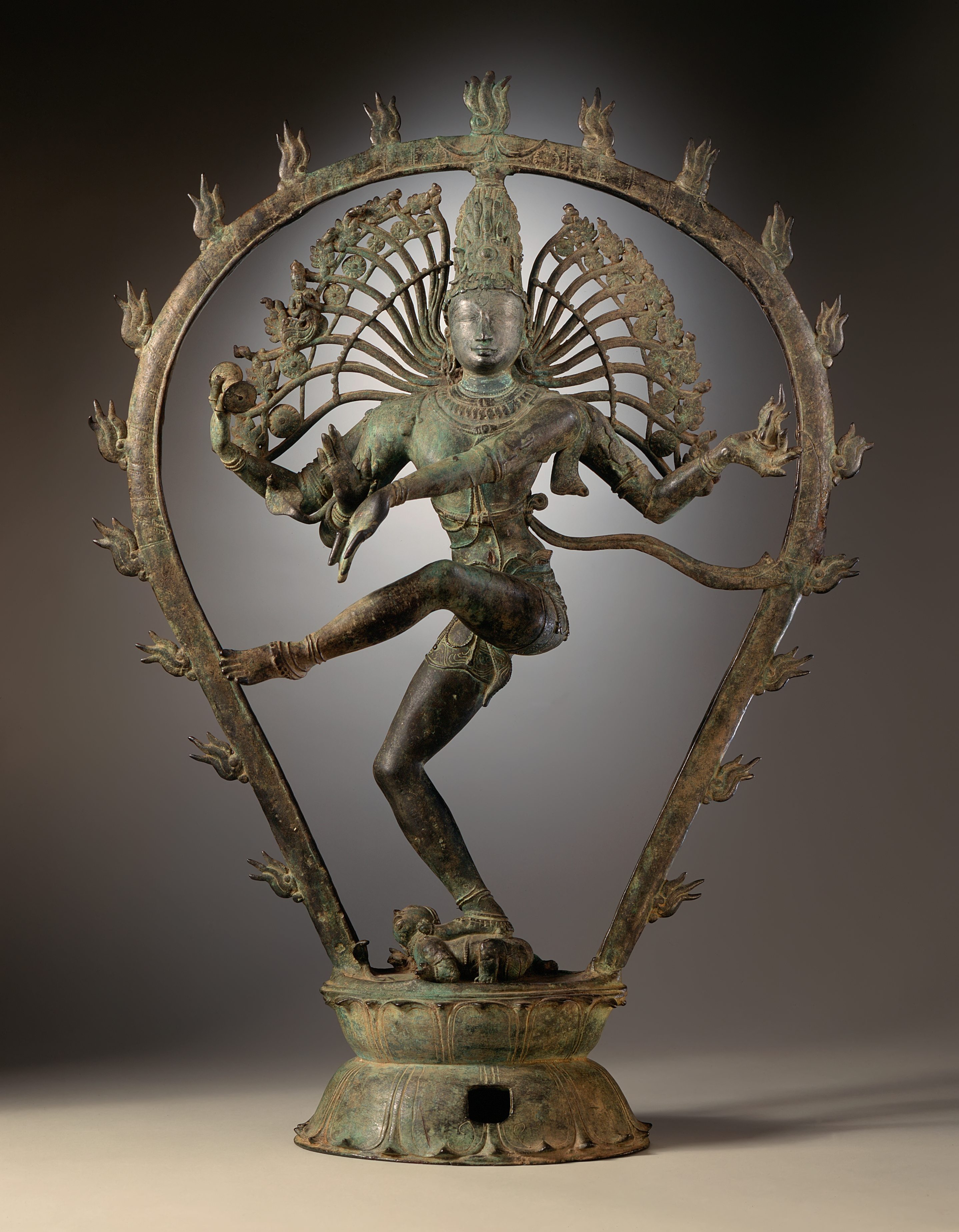
Nataradźa – najbardziej charakterystyczne przedstawienie Śiwy

Najpopularniejszym przedstawieniem Śiwy jest Nataradźa – Śiwa jako mistrz i władca tańca. Prawie każdy element tej postaci Śiwy ma znaczenie symboliczne. Śiwa-Nataradźa tańczy z prawą nogą stojącą na zabitym demonie, co oznacza, że Bóg zwycięża niewiedzę. Trzymany w prawej ręce bęben symbolizuje akt tworzenia, jedność pierwiastka męskiego i żeńskiego. Ogień w lewej ręce oznacza, że gdy nastanie odpowiedni moment, świat zostanie przez Boga zniszczony. Pozostałe dwie dolne ręce stanowią symbol opieki, jaką Bóg otacza swych bhaktów, oraz możliwości dostąpienia mokszy. Cały taniec to alegoria nieustannego niszczenia i tworzenia się wszechświata, czego wyrazem jest otaczający Śiwę krąg płomieni, ogarniający uniwersum. Wszędzie budowane są kontrasty, np. twarz Śiwy jest skupiona, nieruchoma, podczas gdy całe ciało wyraża skrajną dynamikę, aktywność. Większość symboli w przedstawieniu ma także alternatywne, zwykle dualistyczne interpretacje, np. ogień w ręku może być rozumiany również jako życiodajny, a postać u podstawy mieć cechy androginiczne lub kobiece, co miałoby być próbą zatrzymania niszczącego tańca przez boginię Maję, bóstwo psychicznych iluzji.
Wizerunek ten jest bardzo charakterystyczny dla indyjskiej kultury i sztuki.

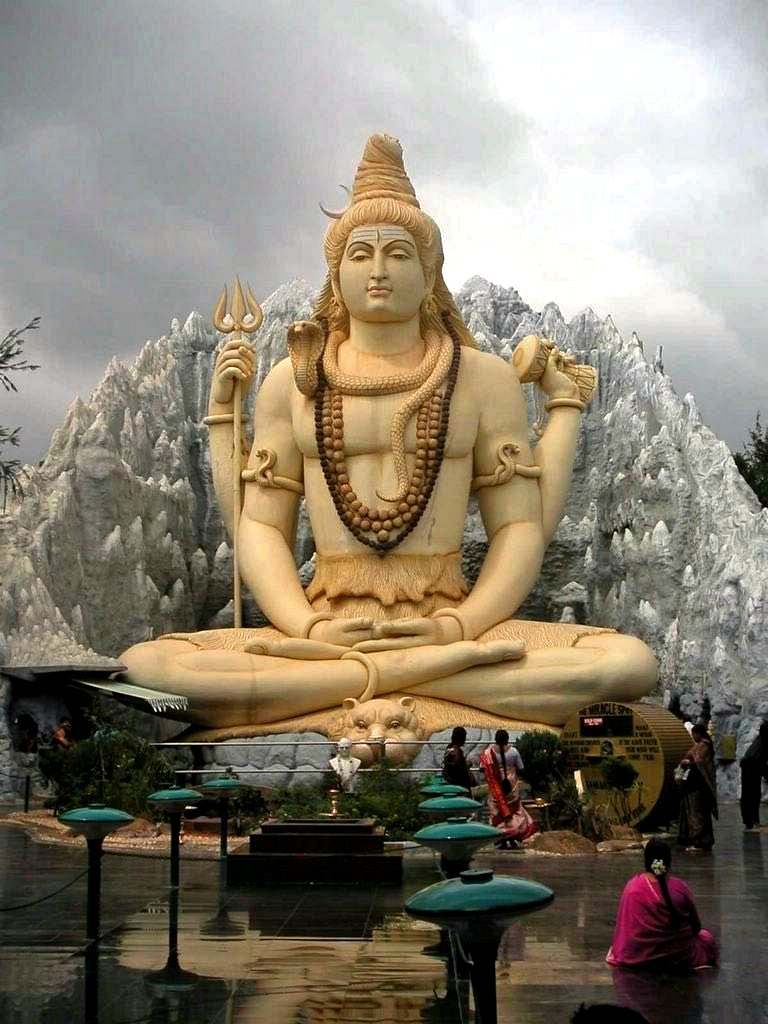
Duża statua Śiwy, przedstawiająca go jako jogina-ascetę, znajdująca się w Bangalore

### Mahajogin
Popularne jest też przedstawienie Śiwy jako himalajskiego ascetycznego jogina, bez majątku i odzienia: pogrążonego w medytacji, siedzącego na wysokim szczycie (na górze Kajlas) w pozycji lotosu na skórze tygrysa bądź wędrującego po górach. Obok niego z reguły stoi wbity w ziemię atrybut, trójząb triśula. To Śiwa jako „Wielki Jogin”, Pan joginów i wędrownych ascetów. Wokół jego ramion owinięte są węże (naga-kundala; w hinduizmie wąż symbolizuje m.in. opiekę boską, a hinduiści wierzą, że zwierzęta te gromadzą się przy świętych). Jego ciało nasmarowane jest świętym popiołem, a jego rozpuszczone włosy symbolizują wody Gangesu. W wędrówkach tych czasem towarzyszy mu jego małżonka – Parwati.
Z tym typem reprezentacji Śiwy kojarzony jest pewny zabytek znaleziony przez archeologów na obszarach dawnej cywilizacji doliny Indusu, zwany pieczęcią Paśupati. Identyfikowana czasem jako reprezentująca medytującego jogina, z rogami na głowie i o trzech oczach. Atrybuty te kojarzone są z Śiwą. Powiązanie tej pieczęci z Śiwą nie jest jednak powszechnie akceptowane w środowisku akademickim.

### Śiwa jako dobroczyńca
Hinduizm mówi o licznych dobrodziejstwach, jakich ludzie doznali od Śiwy, i o czynach, których dokonał w trosce o nich. Na przykład gdy rozlała się trucizna mogąca zniszczyć wszystkie trzy wszechświaty, Śiwa ją wypił. Przed śmiercią uchroniła go jego żona, obejmując jego szyję tak mocno, że trucizna nie mogła się rozejść dalej po jego ciele. Inna historia opowiada o tym, jak dewi Ganga (personifikacja Gangesu) spadała z nieba, a Śiwa ją schwycił, chroniąc przed potłuczeniem, a jej wody stały się długimi włosami Śiwy.

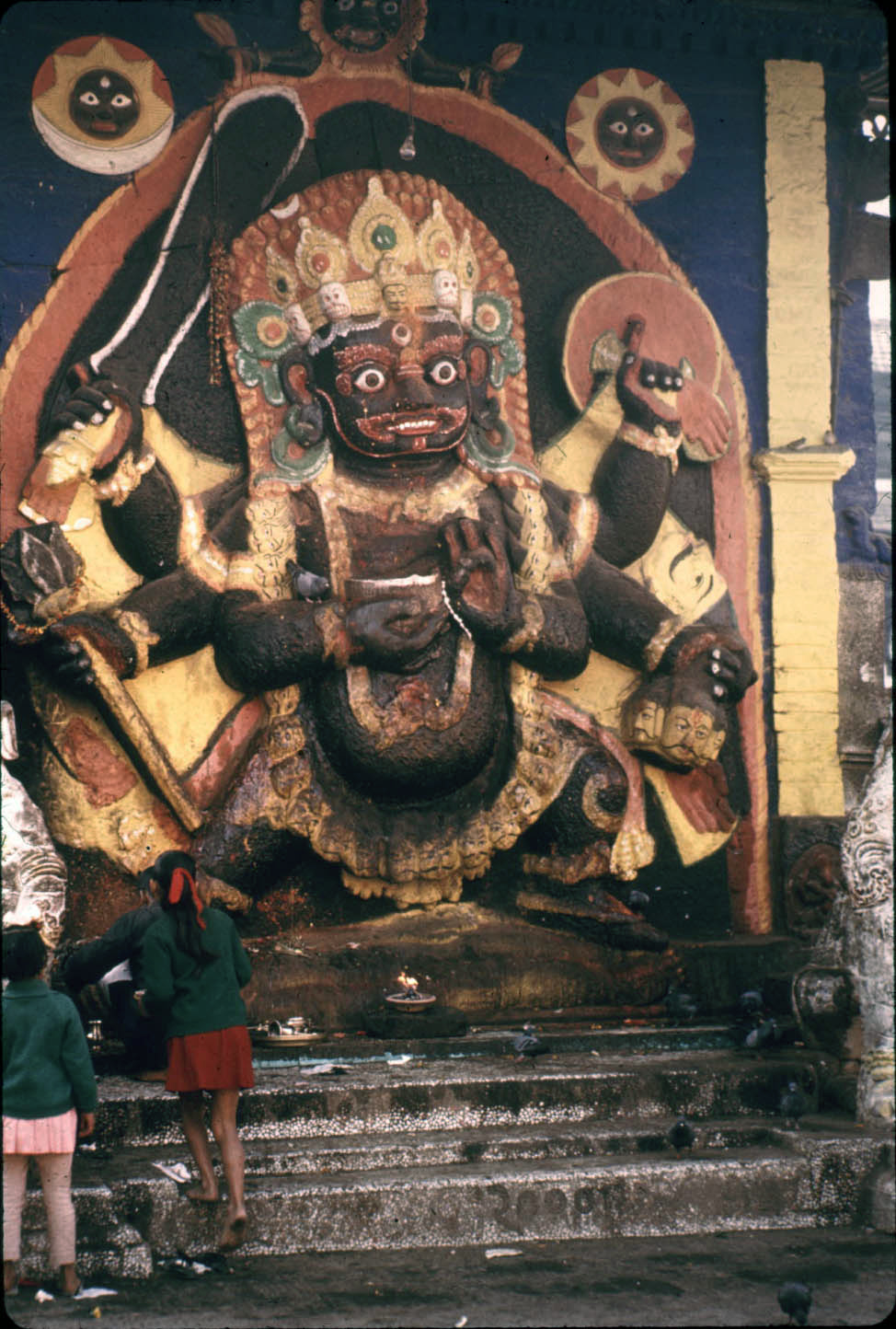
Posąg strasznego Śiwy znajdujący się w Katmandu (w Nepalu)

### Bhajrawa
Forma Śiwy jako uosabienie śmierci, zniszczenia i przemijalności materialnych rzeczy, upływ czasu. Tu Śiwa przedstawiany jest jako niszczyciel wędrujący po cmentarzach w otoczeniu straszliwych upiorów. Często jest całkowicie nagi, w rękach trzyma rozmaitą broń, a przy nim znajdują się ścięte ludzkie głowy, girlandy z głów, czaszek i rąk. Towarzyszy mu często pies i wąż. Postać ta symbolizuje jego gniew przeciwko złym ludziom, a także bezwzględny sposób, w jaki niszczy u sadhaków niewiedzę spowodowaną przywiązaniem do świata materialnego.
Bhajrawa to imię Śiwy, które w tantrach używane jest na określenie Absolutu.

### Tripurawidźajin
Groźna forma Śiwy, zwycięska w walce z trzema grodami (tripura).

### Dakszinamurti
W tym wizerunku Śiwa jest ukazany jako nauczyciel wszystkich istot. Siedzi na tronie, zwrócony jest zawsze ku południu, jedna z jego stóp znajduje się na ziemi, druga na jego tronie. Jedna ręka Śiwy wzniesiona jest ku górze. U jego stóp siedzą ryszi i słuchają go. Istnieje przypuszczenie, iż to przedstawienie mogło być efektem wpływów buddyzmu.

### Ardhanariśwara
Ardhanariśwara to Śiwa jest przedstawiony z połową ciała męskiego, a połową ciała żeńskiego. Symbolizuje jedność Śiwy z jego śakti i tego w którym nie ma już dualności. Z punktu widzenia filozoficznego forma ta kojarzona jest z pojęciem „wszechjedni”.

### Harihara

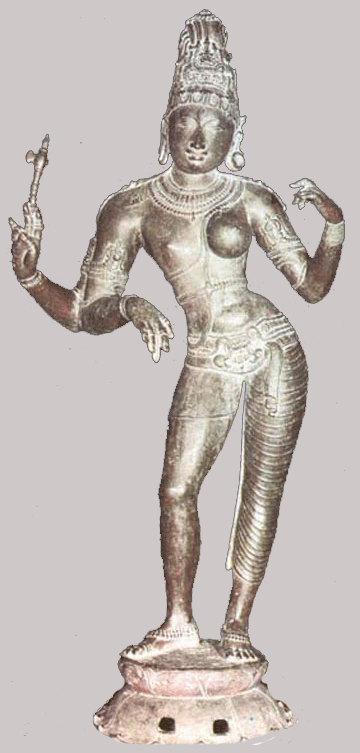
Rzeźba przedstawiająca Śiwę jako Ardhanaiśwarę

Harihara to postać łączna Śiwy i Wisznu. Występuje też czasem pod nazwą Harirudra. Upowszechniła się w średniowieczu na Dekanie. Była też powszechna w Kambodży. Stanowi wyraz i symbol religijnego synkretyzmu.

### Mrytjuńdźaja
Mrytjuńdźaja (trl. Mṛtyuñjaya)
(Pogromca Pana śmierci) to forma z Markandejapurany.

### Paśupati
Paśupati (Władca zwierząt) to Pan (pati) podlegających więzom (paśa) jednostek (pasu). Paśupatiemu przypisywana jest władza w szczególności nad pięcioma gatunkami zwierząt (pasu). Są to: bydło, bawoły, konie, kozy i owce.
Czcili go szczególnie paśupatowie.
Imię tej formy Śiwy widnieje w nazwie najważniejszego sanktuarium śiwaickiego w Dolinie Katmandu. Mandir ten to świątynia Paśupatinath w Katmandu.

### Dharmathakur
Dharmathakur (Pan dharmy) to bóg z panteonu hinduizmu bengalskiego, silnie powiązany z hinduizmem ludowym.

### Inne imiona
Śiwa nazywany jest wieloma innymi imionami. Zebrane są w dziele zwanym Śiwasahasranama, zawierającym tysiąc osiem jego imion. Do najpowszechniejszych należą:
- Jogeśwara (Władca/Pan Jogi)

- Kapalin(Noszący czaszkę)[18]

- Mahabaleśwar (Wielki Bóg Siły)
- Mahakala (Wielki Czas, w znaczeniu Pogromca Czasu)
- Maheśa (Wielki Pan)
- Maheśwara (Wielki Pan)[19]
- Mahadewa (Wielki Dewa)
- Nilkanth (Ten, który ma niebieskie gardło)
- Prananath (Praneśwar)[20]
- Rudra
- Sthanu – stały[21],
- Śambhu – dobroczynny, łaskawy[22]
- Śarwa – zabijający strzałami[23],
- Śankara – pokój czyniący[24], Działający na korzyść
- Triambakam – Ten, który ma troje oczu, w znaczeniu Wszechwiedzący

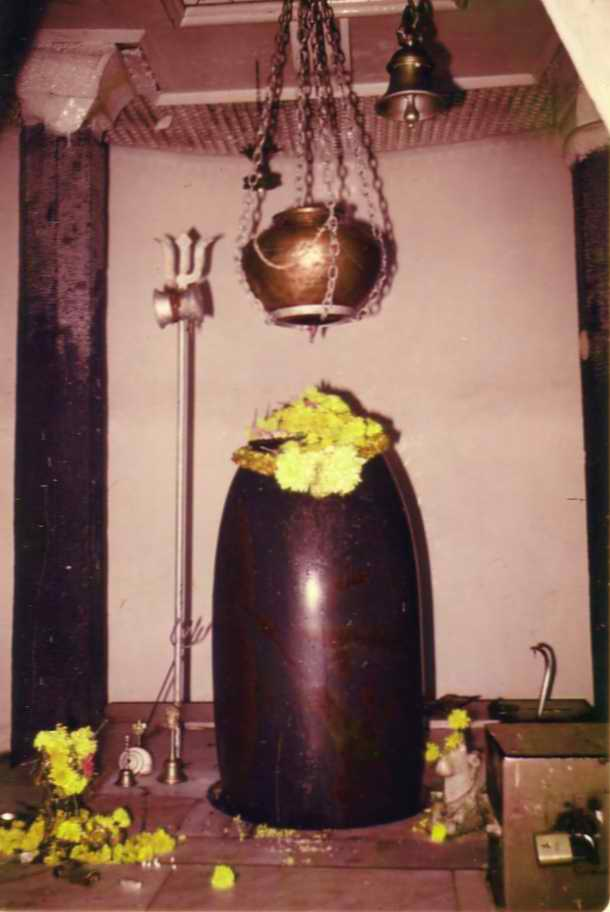
Lingam

- Wirupaksza (trl. virūpakṣa)[25]

## Symbolika

### Lingam
Oprócz antropomorficznych wizerunków Śiwy, istotną rolę odgrywa kult Śiwy symbolizowanego przez lingam (lingę). Lingam ma kształt pionowej zaokrąglonej kolumny lub bryły o kształcie owalnym.
Linga charakteryzuje się symbolicznym charakterem; na ogół uważa się, że stanowi symbol nieskończoności Boga.
Lingam bywa kojarzony z fallusem i niekiedy uważa się, że stanowi pozostałość nie-aryjskiego kultu fallusa – jeden z niewielu niearyjskich elementów odciśniętych w hinduizmie. Jednak większość śiwaitów czczących lingam nawet nie kojarzy lingamu z fallusem ani tym bardziej nie utożsamia go z tym narządem, toteż nazywanie lingamu symbolem fallicznym jest niepoprawne.

### Wibhuti
Statuetki Śiwy obsypane popiołem symbolizują zniszczenie wszechświata, gdy nastanie właściwy czas. Śiwa otworzy wówczas swoje trzecie oko i wszystko spłonie, a zostanie „tylko popiół”. Wibhuti jest powszechnym akcesorium kultowym wśród śiwaitów, używanym między innymi do nakładania śiwaickiej tritilaki.

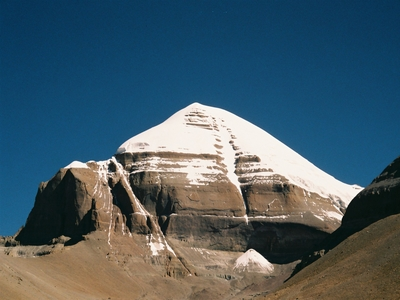
Kajlas

### Kajlas
Kajlas to góra, na której Śiwa mieszka i medytuje. Jest obiektem pielgrzymek śiwaitów oraz wyznawców licznych innych religii azjatyckich, dla których jest również święta.

### Śiwapura
Śiwapura to miasto Śiwy, siedziba tego boga. Bywa lokalizowane na szczycie góry Kailash.
Posiada cztery bramy. Przepływa przez jego teren siedem świętych rzek. Wszystko wewnątrz niego pokrywa diamentowy pył.
Jego opisy zawierają Brahmandapurana i Wajupurana.

### Śiwaloka
Śiwaloka to raj Śiwy, cel aspiracji jego świeckich wyznawców.

## Postacie powiązane

### Żony
Małżonką Śiwy jest Śakti (znana pod postacią Durgi, Kali, Parwati i Umy), czasem też z nim przedstawiana. Synami Śiwy są Ganeśa i Karttikeja (znany również jako Kumaran, Murugan, Skanda). We wczesnym średniowieczu i starożytności Karttikeja występuje jednak czasem jako jedyny syn Śiwy.
1. Żoną Śiwy jest bezpostaciowa Śakti.
2. Najczęściej przedstawiany jest obok Parwati. Jednym z takich wizerunków jest Śiwa z Parwati podczas medytacji w Himalajach
3. Śiwa z Umą są często przedstawiani jako siedzący (czasem jeżdżąc na byku Nandzie) lub stojący obok siebie.
4. Kali jest najczęściej ukazywana jako stojąca na Śiwie lub podczas związku seksualnego z Nim. Te dwie formy są ze sobą ściśle związane i mają znaczenie symboliczne. Jednym z elementów ich przesłania filozoficznego jest jedność pierwiastka męskiego i żeńskiego. Ukazują one także, że Bóg jest pozapłciowy, a zarazem łączy w sobie przeciwności oraz że śmierć i życie stanowią nierozerwalny proces. Także oznaczają one, że można zrealizować w sobie boskość w każdym momencie. Kali stanowi alegorię aspektu Boga działającego we wszechświecie, naturze, Śiwa natomiast to Bóg nieskończony. Te dwie siły, które tak naprawdę stanowią jedną, wiecznie ze sobą współgrają.
5. Durga to jedna z wojowniczych manifestacji Śakti. Przedstawiana jest raczej sama, bez Śiwy, jako pogromczyni demonów.
6. Drugą żoną Śiwy jest według niektórych źródeł Ganga[29].

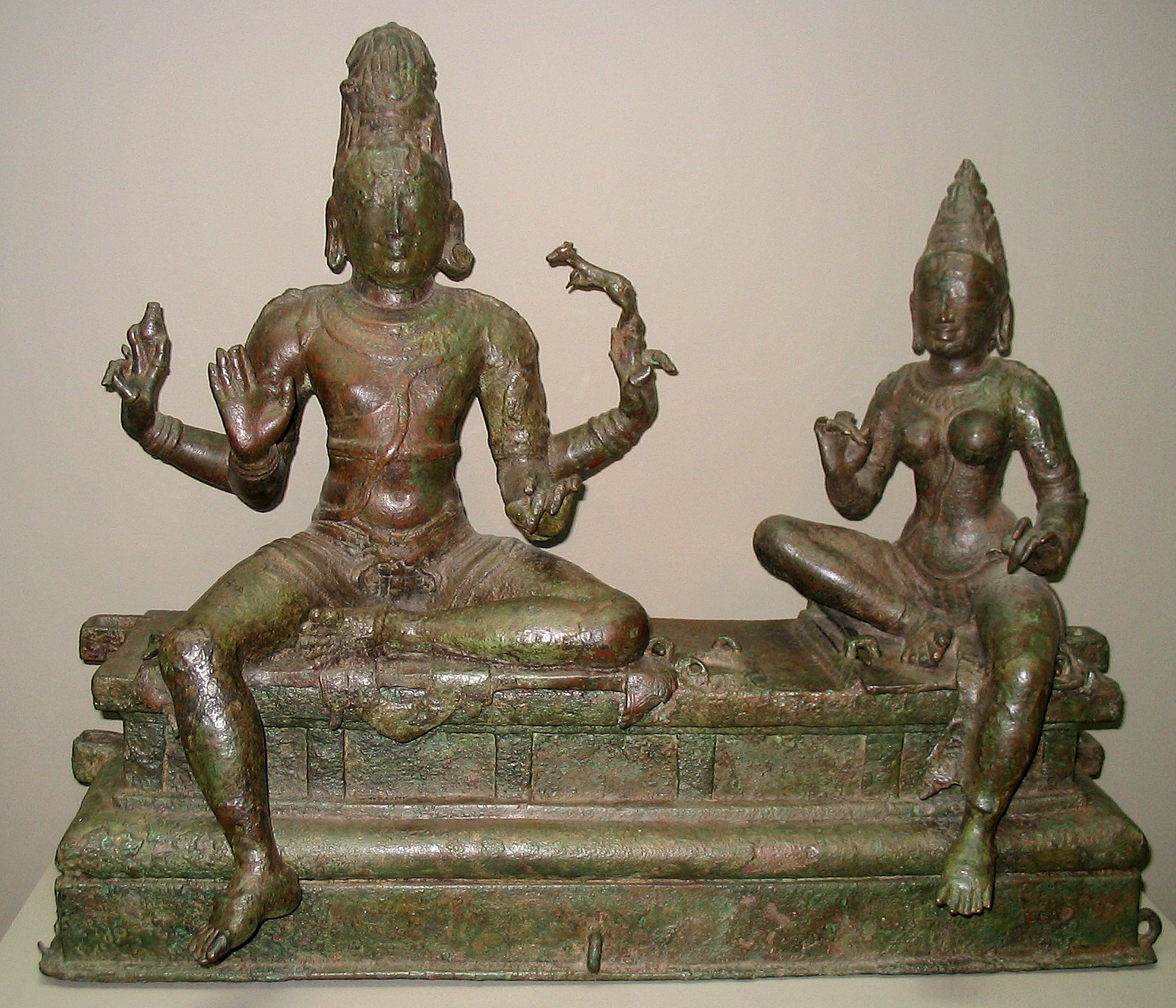
Śiwa i Uma – rzeźba z XIV wieku
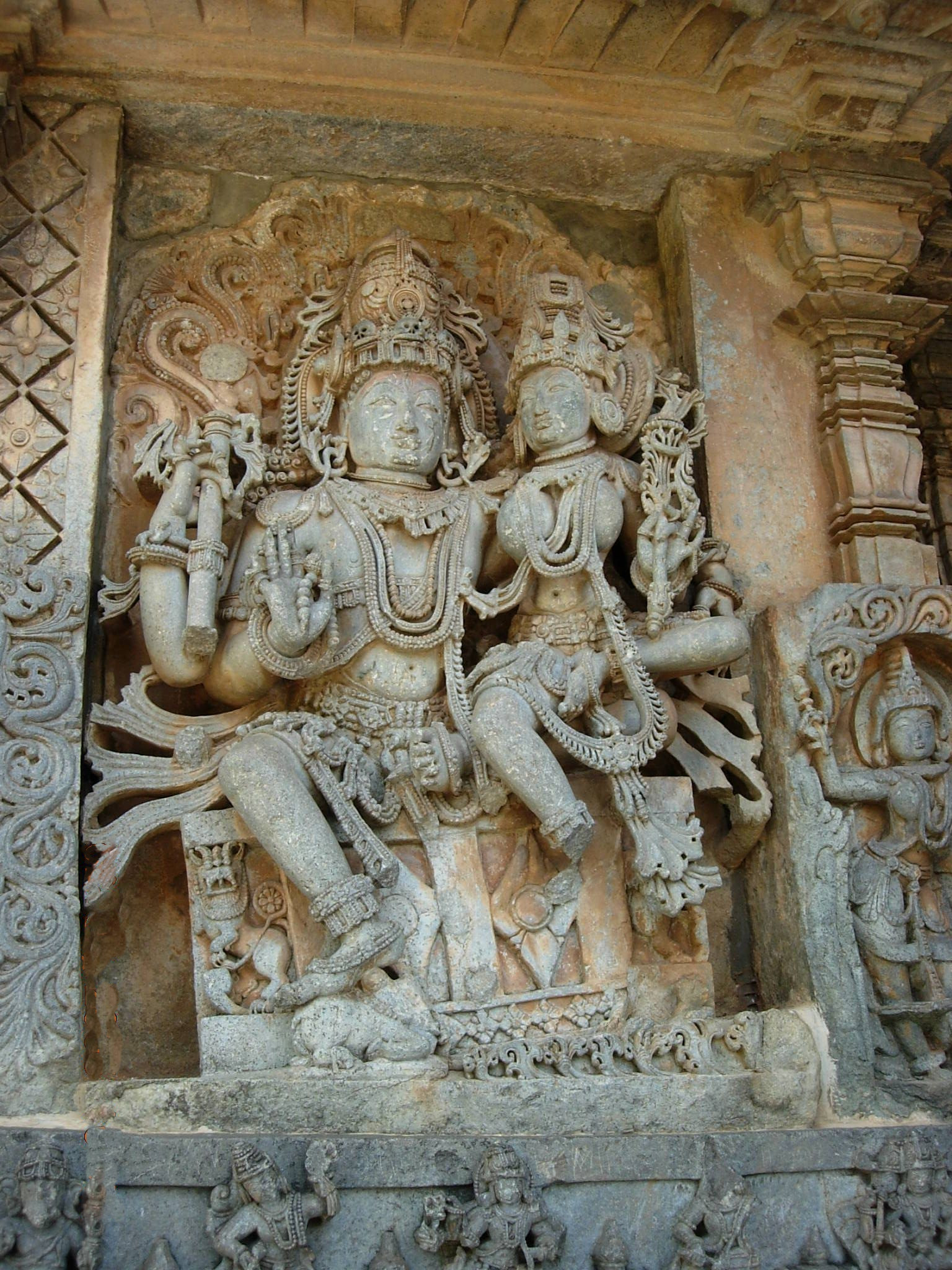
Śiwa i Parwati
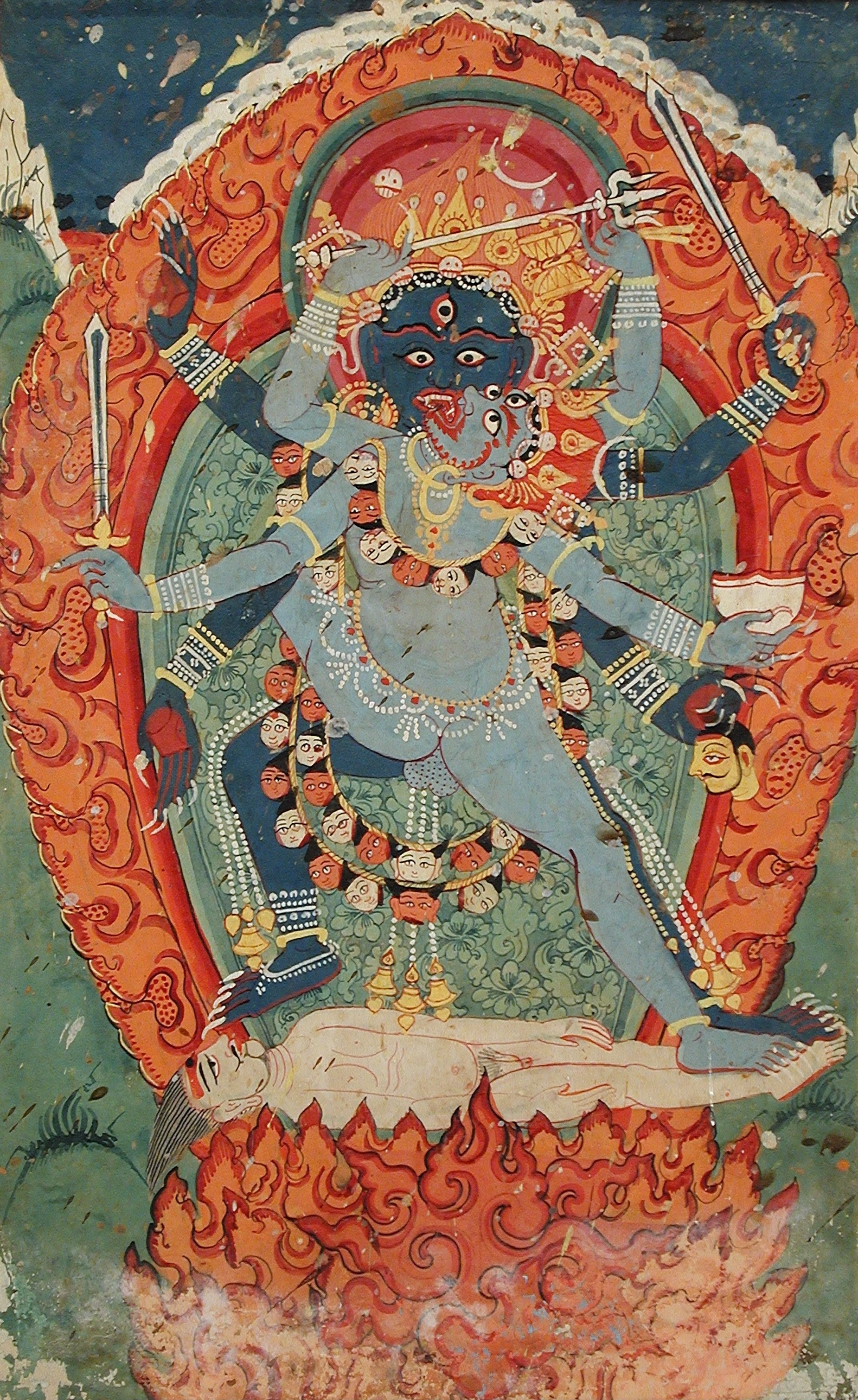
Kali w związku miłosnym z Śiwą

### Potomstwo
1. Powszechne jest też przedstawianie Śiwy jako kochającego ojca i męża, w towarzystwie jego żony Parwati i syna Ganeśi.Takie przedstawienia, znajdujące się głównie na kolorowych obrazach, ukazują szczęśliwą i radosną rodzinę. Jak podaje legenda, Ganeśa urodził się pod nieobecność ojca. Dorastał więc, wychowywany przez Parwati. Pewnego razu matka poprosiła go, by pilnował drzwi w czasie kąpieli. Nagle pojawił się Śiwa i chciał się dostać do środka, lecz Ganeśa odmówił nieznajomemu. Rozwścieczony Śiwa odrąbał mu głowę. Gdy Śiwa dowiedział się, że był to jego syn, postanowił naprawić wyrządzoną krzywdę i nadał Ganeśi głowę pierwszego zwierzęcia, które napotkał, a był nim słoń. Od tego czasu indyjski patron kupców przedstawiany jest jako mężczyzna z głową słonia.
2. Skanda-Karttikeja – znany też pod kilkoma innymi imionami. Jest bóstwem wojennym, przedstawianym czasem z sześcioma głowami i dwunastoma rękoma. Popularny zwłaszcza na południu Indii.

Potomstwo postulowane to również:
1. Ajjappan – występuje w folklorze południowoindyjskim, zwł. tamilskim i keralskim
2. Andhaka (Bhryngi)
3. Mangal

### Postacie powstałe dzięki Śiwie
- Chanchika (wg Wamanapurany)
- Mangala (wg Wamanapurany)
- Trilaka
- Matryki (wg Matsjapurany)
- Wirabhadra
- Rudrakali

### Gana
Gana to klasa istot, których przywódcą jest Ganapati. Są związani z Śiwą, a zwłaszcza z Jego synem Ganeśą (Ganapatim).

### Bryngin
Brynngin to trzmiel towarzyszący Śiwie.

### Wahana
Wahaną, czyli wierzchowcem Śiwy jest najczęściej mlecznobiały byk Nandin.

### Awatary

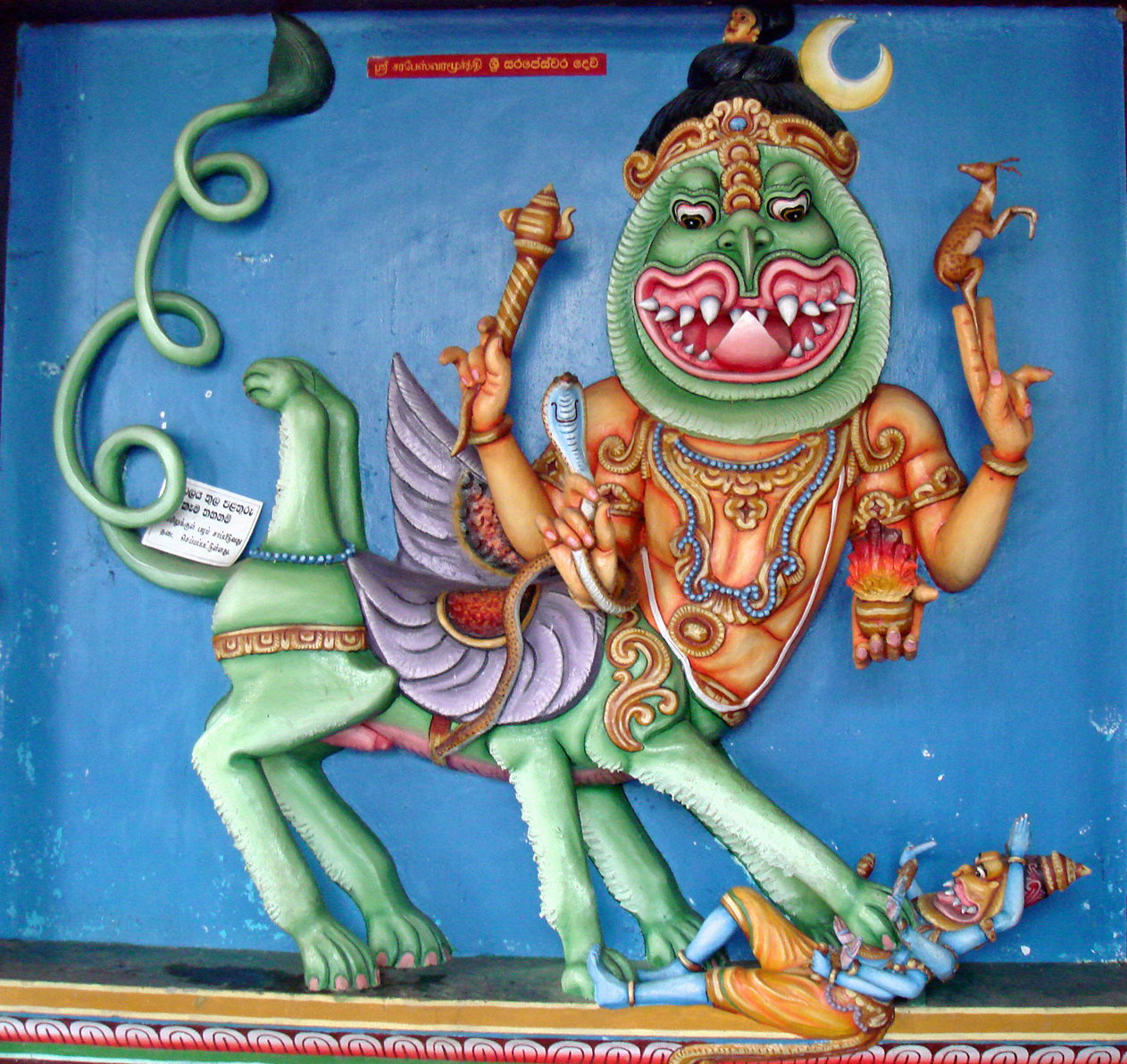
Sarabeswarar (Śarabha) ze świątyni w Thirubuvanam

W okresie dojrzałego hinduizmu istniały obok siebie dwa główne nurty tej religii: wisznuizm i śiwaizm. W wisznuizmie istotną rolę odgrywały awatary Wisznu. Analogicznie niektóre postacie mitologiczne (jak Śarabha) lub historyczne (jak Śankara), są uznawane w różnych nurtach śiwaizmu za inkarnacje Śiwy. Oto przykłady:
- Hanuman – jeden z istotnych bohaterów Ramajany, pojawiający się również w Mahabharacie. Był oddanym sługą Ramy, walczył po stronie jego wojsk, zdobywając Sri Lankę i pokonując armię rakszasów[31][32],
- Śarabha – w tej inkarnacji Śiwa przyjął formę hybrydyczną – częściowo ludzką, częściowo lwią i częściowo ptasią. Przybył, aby uspokoić gniew Narasimhy (awatara Wisznu) po tym, jak ten zabił demona Hirakanjaśipu,
- Khandoba – popularny na Dekanie, również reprezentowany w formie lingamu,
- Lakuliśa – indyjski założyciel śiwaickiej szkoły paśupatów, uważany przez nich za awatarę Śiwy,
- Adi Śankara (żył prawdopodobnie w VIII wieku) – indyjski myśliciel, założyciel najbardziej wpływowej szkoły filozofii indyjskiej – adwajtawedanty, reformator religijny. Smartyści uznają go za inkarnację Śiwy[33],
- Gorakhnath – średniowieczny mistyk śiwaicki, guru mistycznej odmiany hathajogi,
- Kina Ram – założyciel aghori,
- Śirdi Sai Baba (ur. ok. 1838, zm. 1918) – indyjski hinduistyczny jogin, mistrz duchowy, muzułmański fakir, uważany przez swych hinduistycznych wyznawców za inkarnację Śiwy[34],
- Mahawatar Babadźi – postać niepotwierdzona historycznie; himalajski asceta-jogin, przedstawiony po raz pierwszy przez Joganandę w swojej autobiografii pt. Autobiografia jogina, jako prekursor linii krijajogi,
- Sathya Sai Baba (ur. 1926) – współczesny indyjski nauczyciel duchowy; jego wyznawcy wierzą, że jest Awatarą Śiwy i Śakti, opierając się na jego własnych słowach[35].

### Uczniowie i wyznawcy
- Paraśurama – awatar Wisznu[36]
- Rawana

## Recepcja w literaturze religijnej

### Wedy
W najstarszych tekstach wedyjskich występuje dewa o imieniu Rudra, dewa o pomniejszym znaczeniu – jego temat poruszają tylko trzy, cztery hymny Rygwedy (a cała Rygweda zawiera w sumie tysiąc dwadzieścia osiem hymnów). Nieco więcej uwagi poświęca Rudrze Jadźurweda i Atharwaweda. Rudra jest bóstwem niezwykle ambiwalentnym. Jego imię oznacza dosłownie „wyjący”, „dziki”. Jest sławiony jednocześnie jako bóstwo straszne i potężne oraz jako uzdrowiciel, opiekun lekarstw i bydła.

### Upaniszady
Razem z powstaniem Śwetaśwataropaniszady (jest to jedna z najpóźniejszych Upaniszad; zajmuje miejsce w śiwaizmie takie, jak Bhagawadgita w wisznuizmie), która sławi Rudrę jako Boga jedynego, widzimy już wyraźnie wykształcenie się śiwaizmu. Taka zmiana pozycji, z mało istotnego, pomniejszego bóstwa do Brahmana, była wyjątkowo nagłym posunięciem. Rudra jest tam wychwalany jako „całkowicie dobry” i „nieprzerażający” (III:5). Rudra miał kilka tytułów – jednym z nich był Śiwa. Śiwa został wzniesiony do roli Boga jedynego. Pozostałe bóstwa zostały zepchnięte albo do roli emanacji Śiwy, albo do bóstw niższych (stały się odpowiednikami świętych i aniołów w religiach abrahamowych) i przywiązywano do nich bardzo niewielką wagę.

### Mahabharata
Kult Śiwy (w tym lingamu) był rozwinięty w okresie Mahabharaty (IV tysiąclecie p.n.e.). Znano go m.in. jako „Rudra”.

### Ramajana
Ramajana ukazuje Hanumana jako inkarnację Śiwy. Zawiera podania mitologiczne o historii Śiwy.

### Purany
- Głównymi dziełami, w których znajdziemy opowieści o Śiwie, to niektóre purany.

Oto główne purany o Śiwie:
- Śiwapurana
- Lingapurana
- Skandapurana
- Agnipurana
- Wajupurana
- Matsjapurana
- Kurmapurana

Pochodzą one z różnych okresów. Różnią się sposobem ukazania Śiwy. Śiwapurana i Lingapurana skupiają się na nim centralnie jako na Bogu jedynym – świadczy to o rozwoju religii śiwaickiej. Inne purany traktują go tylko jako np. jeden z aspektów Boga (dokładniej, jako trzecią postać Trimurti). Zawarte są tam opowieści, w których Śiwa występuje jako istota nadprzyrodzona.
- Padmapurana zawiera informację, iż Śiwa jest tożsamy (sansk. abheda) z Ramą[37].

### Agamy
Agamy przedstawiają Śiwę w ujęciu hinduizmu południowoindyjskiego.

### Jadźńa Dakszy
Kiedy dobiegał końca Złoty Wiek Wszechświata – satjajuga (dewanagari सत्य युग, ang. Satya Yuga) i rozpoczynał kolejny okres zwany tretajuga pierwszy wiek degradacji, Śiwa, boski wzór ascetów i joginów, nadal pochłonięty był najgłębszą medytacją. Jej rygory spowodowały taki upał, że ludzkości groziła zagłada. Brahma, Stwórca, martwił się tą sytuacją. Poprosił Paraambę (żeński aspekt absolutu personifikowany jako Śakti), aby oderwała uwagę Śiwy od intensywnej medytacji i wciągnęła go w grę miłosną, by natura mogła się nadal rozwijać, a nie być zniszczona przez suszę. Paraamba zgodziła się przybrać kolejną formę, aby uwieść w niej Śiwę. Dzięki boskiej mocy udało się jej wzniecić zainteresowanie Śiwy nie tylko swą wspaniałą urodą, ale także wielkim ascetyzmem.
Z kolei Brahma polecił swojemu synowi Brahmarsziemu Dakszy aby intensywnie medytował z pragnieniem, by Paraamba narodziła się jako jego córka. Brahmarszi Daksza był bardzo oddanym i posłusznym synem. Z chęcią zaakceptował polecenie ojca i wykonywał bardzo ciężką pokutę przez 3 tysiące boskich lat (według niektórych źródeł hinduskich 1 boska sekunda jest równa 100 latom współczesnej ery). Paraamba była bardzo zadowolona ze starań Dakszy. Po tym wszystkim, pewnego dnia oboje małżonkowie, Daksza i Praśuti, pomodlili się do Paraamby, aby przyszła na świat jako ich córka. Narodziła się ona jako ich pierwsza córka o imieniu Sati (tł. Ta, która jest) (dewanagari सती, trl. Satī), zwana również Dakszajani (trl. Dakṣayaṇi, ang. Dakshayani) i wykonywała intensywną medytację, aby zostać żoną Śiwy.
Brahmarszi Daksza nigdy nie lubił Śiwy, nazywając go brudnym, wędrownym ascetą i śmiejąc się, że jest wielkim joginem kohortgoblinów i upiorów.
Jednakże Sati nie zważając na zakazy ojca poślubiła ukochanego Śiwę, a on bardzo pokochał swoją małżonkę. Sati po ślubie z Śiwą opuściła pałac swojego ojca i zamieszkała z ukochanym mężem w jego górskiej pustelni, dla tego też często zwana jest jako „Pani Gór”.
Od momentu kiedy Sati wbrew woli ojca poślubiła Śiwę, Brahmariszi Daksza okazywał jeszcze większą niechęć do Śiwy.

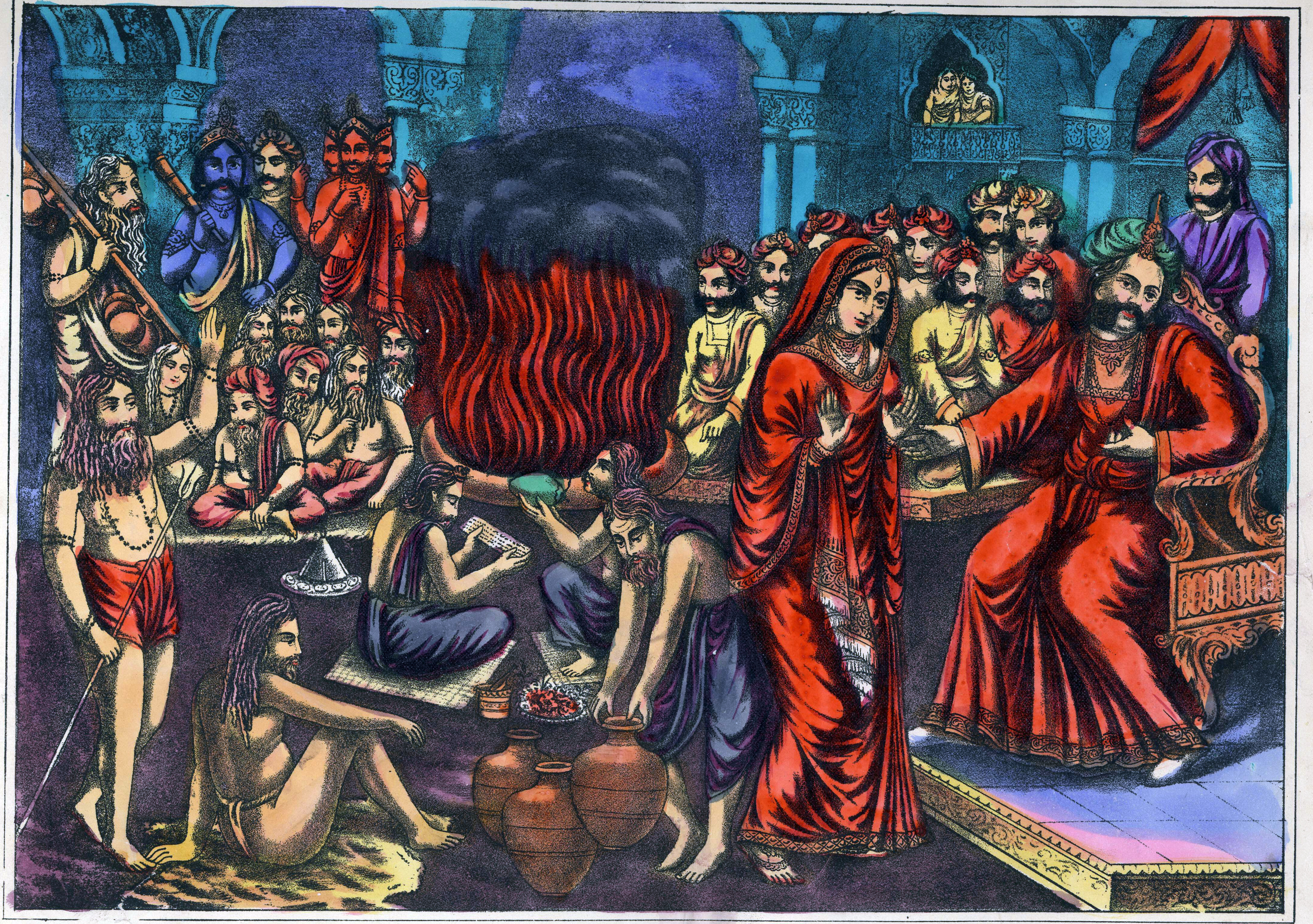
Sati podczas ofiarnej jadźńy.

Pewnego razu Brahamriszi Daksza postanowił wykonać wielką ceremonię jadźńy na cześć Wisznu. Na tę uroczystość zostali zaproszeni członkowie rodziny i przyjaciele, bogowie i wielcy święci ryszi, nie zabrakło tam dworzan i poddanych. Jednakże Daksza świadomie z tej listy wykluczył swoją córkę Sati i zięcia Śiwę. Dla Śiwy brak zaproszenia ze strony teścia był zupełnie obojętny, natomiast Sati poczuła się znieważona tym, że ojciec nie zaprosił jej i jej ukochanego męża na tak wielką jadźńę. Postanowiła więc za zgodą swojego męża sama bez zaproszenia udać się na dwór ojca przypuszczając, że bez względu na wszystko, jako córka króla będzie mile widziana.

Odrzucona przez ojca i traktowana z lekceważeniem, Sati jednak zachowała spokój, mimo że jej ojciec nie zaprosił jej męża Śiwy, a tym samym według tradycji honorowego członka rodziny, co musiało być bardzo ciężkie do zniesienia dla niej. Jednakże na widok bezwstydnego obrażania i powtarzających się zniewag rzucanych pod adresem Śiwę przez króla Dakszę i jego dworzan, Sati postanowiła ofiarować siebie i popełnić samobójstwo rzucając się w ofiarny ogień jadźńy z żalu za obrazy dokonane na ukochanym mężu.
Słysząc co się stało z ukochaną małżonką Śiwa w swojej strasznej formie niszczyciela Rudry pojawił się od razu na środku sali i zaczął atakować wszystkich obecnych gości, natomiast demony przywołane przez Bhirgu pokonały demony towarzyszące Śiwie i następnie powróciły do swoich siedzib. Śiwa był pełen gniewu na swojego teścia Dakszę, że ten mógł w tak podły sposób zranić swoją własną córkę. Śiwa złapał pukiel jego włosów, obciął go i rzucił na ziemię. Z jednego kosmku powstał okrutny Wirabhadra, a z drugiego straszna Rudrakali, natomiast z gniewu Sati powstała Bhadrakali. Powstałe w ten sposób demony na rozkaz Śiwy zaatakowały i zabiły wielu gości. W swoim gniewie Śiwa obciął głowę Dakszy i rzucił ją w ogień ofiarny. Przerażeni i z wyrzutami sumienia pozostali goście postanowili przebłagać Śiwę. Błagali go o miłosierdzie, żeby przywrócił życie Dakszy i pozwolił na zakończenie ofiary. Na prośbę samego Brahmy Śiwa okazał się wielce łaskawy wskrzeszając Dakszę. Jednakże nie mogąc odnaleźć jego głowy przywrócił go do życia przyprawiając mu głową kozła.
Powróciwszy do życia, Brahmariszi Daksza zdał sobie sprawę z wielkiego grzechu, który popełnił i pochwalił Śiwę za słuszne ukaranie go i obcięcie głowy, która popełniła grzech. Poprosił o przebaczenie i wyraził swoją wdzięczność za przywrócenie go do życia z głową kozła.
Sati w następnym wcieleniu odrodziła się jako Parwati i ponownie wzięła ślub z Śiwą, od tej pory już nigdy się z nim nie rozstając. To jest powód, dla którego Śiwa mając dwie żony pozostał monogamistą, ponieważ była to ta sama dusza w dwóch wcieleniach.

## Recepcja w nurtach hinduistycznych
Prawdziwy rozwój śiwaizmu rozpoczął się w I i II wieku p.n.e. Powszechny był już w III wieku n.e., za czasów rządów dynastii Guptów w Indiach (w hinduizmie jednak więcej wyznawców zawsze miał wisznuizm). W epoce Guptów zaczęły się nasilać ruchy do tworzenia śiwaickich sampradaja. Wyróżnia się sześć takich głównych szkół: paśupatowie, kalamukhowie, kapalikowie, śiwaizm kaszmirski, śiwaizm tamilski i lingajaci. Do dzisiaj istnieją tylko trzy ostatnie (nie licząc śladowych, niszowych pozostałości pierwszych ugrupowań wśród niektórych ascetów), jednak pierwsze dwie były wpływowe w okresie od VII do XIV wieku w rejonach, odpowiednio, Indii południowych i indyjskiego stanu Karnataka.

### Paśupatowie i kalamukhowie
Należeli do nich przeważnie asceci. Paśupatowie i kalamukhowie stanowili ruchy dewocyjne. Ci pierwsi uważali swego założyciela – Lakulisę za awatara Śiwy.

### Kapalikowie
Kapalikowie natomiast byli z punktu widzenia historycznego mało istotni. Pamiętani są głównie ze względu na ich ekstremistyczne, makabryczne praktyki, które jednak nie zostały w pełni potwierdzone historycznie. Podobną do nich pod tym względem są aghori – śladowa grupa, która do dziś się zaznacza w Indiach i rozpowszechnia się nawet na Zachodzie.

### Gorakhnathowie
Innym śiwaickim ugrupowaniem ascetycznym są gorakhnathowie. Założeni zostali przez Gorakhnatha w średniowieczu. Liczba ich wyznawców jest również niszowa, ale istotni są z punktu widzenia kulturalnego i historycznego, ze względu na stworzenie i rozpowszechnienie przez ich założyciela oraz jego uczniów systemu hathajogi.

### Śajwasiddhanta
W śiwaizmie tamilskim (śajwasiddhanta) – ruchu który rozpoczął się w VII wieku – silne były wpływy bhakti, podobnie jak w wisznuizmie. U śiwaitów tamilskich Śiwa stał się bóstwem jednoznacznie dobrym, kochającym i sprawiedliwym, a wszystkie jego straszne i groźne aspekty całkowicie zanikły. Śiwaizm tamilski jest systemem dualistycznym. Dualizm występuje jednak tylko w dominującym nurcie śiwaizmu tamilskiego jakim jest śajwasiddhanta. Na terenach tamilskich rozwijały się też inne, mniej popularny nurty, w tym monistyczne. Bardzo ważne w śiwaizmie tamilskim są dewocyjne pieśni i hymny komponowane przez sześćdziesięciu trzech najanmarów (VI-X w.) -indyjskich poetów z południa, uważanych za świętych. Utwory te chwalą Śiwę, opisują subiektywne doznania z emocjonalnego związku religijnego z nim, stanowią typowy przykład literatury bhakti.

### Wiraśiajwizm
Lingajaci (Wiraśiajwa) – ruch powstały w dwunastym wieku – są odłamem zupełnie odmiennym od pozostałych, przywiązującym kluczową wagę do postaci Śiwy jako lingamu. Uważają, że każdy wyznawca Śiwy powinien go nosić przy sobie. Lingajaci sprzeciwiają się systemowi kastowemu i licznym innym powszechnym indyjskim praktykom hinduistycznym.

### Trika
Śiwaizm kaszmirski (Trikaśiajwa), który kierunkiem istotnym stał się w X wieku, głosi natomiast monizm i nierealność świata, który istnieje tylko dlatego, że atman nie poznał jeszcze Brahmana. Pod tymi względami szkoła ta jest podobna do filozofii Adi Śankary. Według kaszmirskiego śiwaizmu zbawienie polega na nagłym rozpoznaniu prawdziwej natury Boga. W śiwaizmie kaszmirskim akcentowana jest rola medytacji w osiąganiu Śiwy. Tak jak w przypadku śiwaizmu tamilskiego, dominujący nurt (w tym przypadku Triśajwa) nie jest jedynym występującym na tych terenach.
W Kaszmirze można też spotkać śiwaitów wyznających inne filozofie np. dualistyczne.

### Smartyzm
Smartyzm to odłam hinduizmu ściśle oparty na naukach Adi Śankary. Jego wyznawcy uznają sześć bóstw: Surja, Wisznu, Śiwa, Śakti, Ganeśa i Kumaran, traktując je jako Sagun Brahman (reprezentację bezpostaciowego Brahmana), uważając, że każdy może czcić ulubione bóstwo – Iszta Dewa. Wielu smartystów sądzi, że wszystkie te bóstwa są po prostu jednym i tym samym Bogiem.
Smartyści uważają również Adi Śankarę za awatara Śiwy. Sam Śankara jest autorem kilku hymnów dewocyjnych do Śiwy.

### Wisznuizm
Wisznuici uważają Wisznu za Boga jedynego, a wszystkie pozostałe bóstwa (czyli też Śiwę) za bóstwa niższe lub za jego emanacje. W gaudija wisznuizmie Śiwa traktowany jest także jako niedościgniony wzór wielbiciela Wisznu i mistyka. Według Mahabharaty (jednego ze świętych pism wisznuizmu) Śiwa jest istotą bardzo wysoko duchową. Zwolennicy Swaminarajana uważają Wisznu i Śiwę za jedną i tę samą istotę.

### Tantryzm
Filozofia tantry rozumie Śiwę metaforycznie – jako męski aspekt wszechświata i każdego człowieka. Żeńskim natomiast jest Śakti. Śiwa i Śakti to dwa pierwiastki, z których się składa świat. Jest to podobne do chińskiej koncepcji yin i yang.

## Kult

### Święta
- Mahaśiwaratri – najważniejsze święto ku czci Śiwy, obchodzone przed pełnią na przełomie lutego i marca. Uroczyście obchodzone poprzez medytację, nocne czuwanie, powtarzanie mantr ku czci Śiwy, wyśpiewywanie pieśni ku jego chwale.
- Krittika Dipam – odbywa się na przełomie listopada i grudnia, wówczas cześć oddaje się Śiwie pod postacią złotego światła.
- Ardra Darśanam – obchodzone jest na przełomie grudnia i stycznia; święto ku czci Śiwy jako Nataradźy.

### Święte miejsca
- Kajlas – góra na granicy indyjsko-nepalsko-chińskiej, uważa się, że tam medytował Śiwa
- Arunaćala – góra w Tamil Nadu, gdzie znajduje się wielka świątynia śiwaicka
- Amarnath – górska jaskinia w Kaszmirze, regularnie tworzy się tam naturalny lingam
- Varanasi (Benares) – miasto w północno-wschodnich Indiach, uważane za miejsce zamieszkania Śiwy

### Praktyki dedykowane
Przykładowe mantry odnoszące się do Śiwy:
- Om Namaha Śiwaja – najbardziej znana i najważniejsza śiwaicka mantra wyrażająca ubóstwienie Śiwy. Nazywana jest Panćakśara co oznacza „pięć liter”. Śiwaici uważają, że zawiera ona całą mądrość ich religii.
- Śri Rudram – wedyjska (z Jadźurwedy) mantra ku czci manifestacji Śiwy jako Rudry.
- Om Bhimaja Namah – dosłownie oznacza Pokłon Tobie, Panie straszny
- Śiwoham – oznacza dosłownie Jestem Śiwą; jest wyrazem myśli monistycznej
- Śriśiwapańcakszarastotra
- Śrirudrasztaka
- Śrilińgasztaka
- Śiwatandawastotra